# Énencourt-Léage
Énencourt-Léage település Franciaországban, Oise megyében. Lakosainak száma 116 fő (2022. január 1.). Énencourt-Léage Boutencourt, Flavacourt, Jaméricourt, Trie-la-Ville és Trie-Château községekkel határos.

## Népesség
A település népességének változása:
| Lakosok száma | 133  | 141  | 148  | 136  | 130  | 124  | 121  | 119  | 116  |
|               | 2013 | 2015 | 2016 | 2017 | 2018 | 2019 | 2020 | 2021 | 2022 |